# Магнитогидродинамический генератор
Магнитогидродинамический генератор, МГД-генератор — энергетическая установка, в которой энергия рабочего тела (электропроводящей среды), движущегося в магнитном поле, преобразуется непосредственно в электрическую энергию.

## Происхождение названия
В МГД-генераторе происходит прямое преобразование механической энергии движущейся среды в электрическую энергию. Движение таких сред описывается магнитной гидродинамикой (МГД), что и дало наименование устройству.

## Принцип действия
Принцип работы МГД-генератора, как и обычного машинного генератора, основан на явлении электромагнитной индукции, то есть — на возникновении тока в проводнике, пересекающем силовые линии магнитного поля. В отличие от машинных генераторов проводником в МГД-генераторе является само рабочее тело.
Рабочее тело движется поперёк магнитного поля, и под действием магнитного поля возникают противоположно направленные потоки носителей зарядов противоположных знаков.
На заряженную частицу действует сила Лоренца.
Рабочим телом МГД-генератора могут служить следующие среды:
- электролиты;
- жидкие металлы;
- плазма (ионизированный газ).

Первые МГД-генераторы использовали в качестве рабочего тела электропроводные жидкости (электролиты). В настоящее время применяют плазму, в которой носителями зарядов являются в основном свободные электроны и положительные ионы. Под действием магнитного поля носители зарядов отклоняются от траектории, по которой газ двигался бы в отсутствие поля. При этом в сильном магнитном поле может возникать поле Холла (см. эффект Холла) — электрическое поле, образуемое в результате соударений и смещений заряженных частиц в плоскости, перпендикулярной магнитному полю.

## МГД-насос
МГД-генераторы обладают свойством обратимости. При приложении на электроды электрического напряжения на электропроводящую среду будет действовать сила, как на проводник с током в магнитном поле. Эту силу можно использовать для перекачки токопроводящих жидкостей и газов.

## Устройство
МГД-генератор состоит из канала, по которому движется рабочее тело (обычно плазма), системы магнитов для создания магнитного поля и электродов, отводящих полученную энергию. В качестве магнитов могут быть использованы электромагниты или постоянные магниты, а также другие источники магнитного поля.
Газ способен проводить (см. электропроводность) электрический ток при нагреве до температуры термической ионизации, составляющей около 10 000 К. Для снижения этой температуры до 2200—2700 К в разогретый газ вводят присадки, содержащие щелочные металлы. Например, введение 1% калия в виде поташа позволяет увеличить электропроводность в десятки раз. Без присадок при температурах 2200—2700 К газ представляет собой низкотемпературную плазму и проводит ток хуже воды.
В отличие от МГД-генератора с жидким рабочим телом, где генерирование электроэнергии идёт только за счёт преобразования части кинетической или потенциальной энергии потока при постоянной температуре, в МГД-генераторах с газовым рабочим телом принципиально возможны три режима:
- с сохранением температуры и уменьшением кинетической энергии;
- с сохранением кинетической энергии и уменьшением температуры;
- со снижением и температуры, и кинетической энергии.

Описание работы МГД-генератора:
- в камеру сгорания подаются топливо, окислитель и присадки;
- топливо сгорает и образуются продукты горения — газы;
- газы проходят через сопло, расширяются и увеличивают свою скорость до сверхзвуковой;
- газы поступают в камеру, через которую пропускается магнитное поле, и в стенках которой установлены электроды;
- заряженные частицы из ионизированного газа, оказавшись под влиянием магнитного поля, отклоняются от первоначальной траектории под действием силы Лоренца и устремляются к электродам;
- между электродами возникает электрический ток.

## Классификация
Классификация по продолжительности работы:
- с длительным временем работы;
- кратковременного действия;
  - импульсные;
  - взрывные.

Источниками тепла в МГД-генераторах могут быть:
- реактивные двигатели;
- ядерные реакторы;
- термоядерные реакторы; (см. Helion Energy[англ.]);
- теплообменные устройства.

В качестве рабочих тел в МГД-генераторах могут использоваться:
- продукты сгорания ископаемых топлив;
- инертные газы с присадками щелочных металлов (или их солей);
- пары щелочных металлов;
- двухфазные смеси паров и жидких щелочных металлов;
- жидкие металлы и электролиты.

По типу рабочего цикла различают МГД-генераторы:
- с открытым циклом. Рабочее тело (продукты сгорания) смешивается с присадками (щелочными металлами), проходит через рабочую камеру МГД-генератора, очищается от присадок и выбрасывается в атмосферу;
- с замкнутым циклом. Рабочее тело подаётся в теплообменник (получает тепловую энергию, возникшую при сжигании топлива), поступает в рабочую камеру МГД-генератора, проходит через компрессор и, замыкая цикл, возвращается в теплообменник.

По способу отвода электроэнергии различают МГД-генераторы:
- кондукционные — генерирующие постоянный или пульсирующий ток (в зависимости от величины изменения магнитного поля или скорости движения рабочего тела). В рабочем теле, протекающем через поперечное магнитное поле, возникает электрический ток. Ток замыкается на внешнюю цепь через съёмные электроды, вмонтированные в боковые стенки канала;
- индукционные — генерирующие переменный ток. В таких МГД-генераторах электроды отсутствуют, и требуется создание бегущего вдоль канала магнитного поля.

По форме каналы в МГД-генераторах могут быть:
- линейные (в кондукционных и индукционных генераторах);
- дисковые и коаксиальные холловские (в кондукционных генераторах);
- радиальные (в индукционных генераторах).

По конструкции и способу соединения электродов различают следующие МГД-генераторы:
- фарадеевский генератор. Электроды выполнены сплошными или разделены на секции. Разделение на секции выполняется для уменьшения циркуляции тока вдоль канала и через электроды (для уменьшения эффекта Холла). В результате носители заряда движутся перпендикулярно оси канала на электроды и в нагрузку. Чем значительнее эффект Холла, тем на большее число секций необходимо разделить электроды, причём каждая пара электродов должна иметь свою нагрузку, что весьма усложняет конструкцию установки;
- холловский генератор. Электроды расположены друг против друга и короткозамкнуты. Напряжение снимается вдоль канала за счёт наличия поля Холла. Применение таких МГД-генераторов наиболее выгодно при больших магнитных полях. За счёт наличия продольного электрического поля, можно получить значительное напряжение на выходе генератора;
- сериесный генератор. Электроды соединены диагонально.

Наибольшее распространение с 1970-х годов получили кондукционные линейные МГД-генераторы на продуктах сгорания ископаемых топлив с присадками щелочных металлов, работающие по открытому циклу.

## История изобретения
Впервые идея использования жидкого проводника была выдвинута Майклом Фарадеем в 1832 году. Он доказал, что в движущемся проводнике, находящемся под действием магнитного поля, возникает электрический ток. В 1832 году Фарадей с помощниками спустил с моста Ватерлоо в воду реки Темза два медных листа. Листы были подключены проводами к гальванометру. Ожидалось, что воды реки, текущей с запада на восток, — движущийся проводник и магнитное поле Земли создадут электрический ток, который зафиксируется гальванометром. Опыт не удался. К возможным причинам неудачи причисляют низкую электропроводность воды и малую величину напряженности магнитного поля Земли.
В дальнейшем, в 1851 году английскому учёному Волластону удалось измерить ЭДС, индуцированную приливными волнами в Ла-Манше, однако отсутствие необходимых знаний по электрофизическим свойствам жидкостей и газов долго тормозило использование описанных эффектов на практике.
В последующие годы исследования развивались по двум основным направлениям:
- использование эффекта индуцирования ЭДС для измерения скорости движущейся электропроводной среды (например, в расходомерах);
- генерирование электрической энергии.

Хотя первые патенты на генерирование электричества МГД-генератором с применением ионизированного газа энергии были выданы ещё в 1907—1910 годы, описанные в них конструкции были на практике нереализуемы. Тогда не существовало материалов, способных работать в газовой среде при температуре 2500—3000 °C.
Разработка МГД-генераторов стала возможной после создания теоретической и экспериментальной базы для изучения магнитной гидродинамики. Основные законы МГД были открыты в 1944 году шведским учёным Ханнесом Альвеном при изучении поведения космической плазмы (плазмы, заполняющей межзвёздное пространство) в магнитном поле.
Первый работающий МГД-генератор был построен только в 1950-х годах благодаря развитию теории магнитной гидродинамики и физики плазмы, исследованиям в области физики высоких температур и созданию к этому времени жаропрочных материалов, использовавшихся тогда, прежде всего, в ракетной технике.
Источником плазмы с температурой 3000 K в первом МГД-генераторе, построенном в США в 1959 году, служил плазмотрон, работавший на аргоне с присадкой щелочного металла для повышения степени ионизации газа. Мощность генератора составляла 11,5 кВт. К середине 1960-х годов мощность МГД-генераторов на продуктах сгорания удалось довести по 32 МВт («Марк-V», США).
В СССР первая лабораторная установка «У-02», работавшая на природном топливе, была создана в 1964 году. В 1971 году была запущена опытно-промышленная энергетическая установка «У-25» Института высоких температур РАН, имеющая расчётную мощность 20−25 МВт.

«У-25» работала на продуктах сгорания природного газа с добавкой K2CO3 в качестве ионизирующейся присадки, температура потока — около 3000 К. Установка имела два контура:
- первичный, разомкнутый, в котором преобразование тепла продуктов сгорания в электрическую энергию происходит в МГД-генераторе;
- вторичный, замкнутый — паросиловой контур, использующий тепло продуктов сгорания вне канала МГД-генератора.

Электрическое оборудование «У-25» состояло из МГД-генератора и инверторной установки, собранной на ртутных игнитронах. В 1992 году на базе опытно-промышленной площадки «У-25» была создана ТЭЦ-28, вошедшая в состав энергосистемы Москвы. В дальнейшем вошла в состав ТЭЦ-21.
В России промышленный МГД-генератор строился в Новомичуринске Рязанской области, где рядом с Рязанской ГРЭС была специально построена МГДЭС. Однако генератор так и не был запущен в эксплуатацию. С начала 1990-х годов работы были полностью свёрнуты, а МГД-электростанция, без МГД-генератора работающая как обычная тепловая электростанция, после нескольких преобразований в конце концов была присоединена к Рязанской ГРЭС.
В ходе геофизического эксперимента «Хибины» в середине 1970-х годов в СССР по электрозондированию земной коры использовался импульсный МГД-генератор с максимальной мощностью 100 МВт, силой тока 20 кА и временем работы около 10 с.

## Характеристики

### Мощность
Мощность МГД-генератора пропорциональна проводимости рабочего тела, квадрату его скорости и квадрату напряжённости магнитного поля. Для газообразного рабочего тела в диапазоне температур 2000—3000 К проводимость пропорциональна температуре в 11-13-й степени и обратно пропорциональна корню квадратному из давления.

### Скорость потока
Скорости потока в МГД-генераторе могут быть в широком диапазоне — от дозвуковых до гиперзвуковых, свыше 1900 м/сек.

### Индукция магнитного поля
Индукция магнитного поля определяется конструкцией магнитов и ограничивается значениями около 2 Тл для магнитов со сталью и до 6—8 Тл для сверхпроводящих магнитных систем.

## Достоинства и недостатки
Достоинства:
- отсутствие подвижных узлов и деталей (нет потерь на трение);
- возможность повысить КПД электростанций до 65 % (так как отработанный в МГД генераторе газ пригоден для выработки электроэнергии традиционными методами);
- большие мощности (2 ГВт и более[уточнить]); увеличение мощности достигается путём увеличения объёма установки и практически ничем не ограничено, так как с увеличением объёма роль нежелательных поверхностных процессов (загрязнений, токов утечки) только уменьшается;
- высокая манёвренность;
- снижение выброса вредных веществ, содержащихся в отработанных газах, с ростом КПД.

Недостатки:
- высокие требования к материалам электродов и стенок рабочей камеры (выдерживание температур 2000—3000 К, устойчивость к химически активному и горячему ветру, имеющему скорость 1000—2000 м/с);
- вредные выбросы (продукты сгорания и примеси — например, цезий).

В сочетании с паросиловыми установками, МГД-генератор позволяет получить большие мощности в одном агрегате, до 500—1000 МВт.

## Применение
Теоретически, существуют пять направлений промышленного применения МГД-генераторов:
1. тепловые электростанции с МГД-генератором на продуктах сгорания топлива (открытый цикл); такие установки наиболее просты и имеют ближайшую перспективу промышленного применения;
2. атомные электростанции с МГД-генератором на инертном газе, нагреваемом в ядерном реакторе (закрытый цикл); перспективность этого направления зависит от развития ядерных реакторов с температурой рабочего тела свыше 2000 K;
3. термоядерные электростанции безнейтронного цикла (например, D + 3He → p + 4He + 18,353 МэВ) c МГД-генератором на высокотемпературной плазме;
4. циклы с МГД-генератором на жидком металле, которые перспективны для атомной энергетики и для специальных энергетических установок сравнительно небольшой мощности;
5. гиперзвуковые авиационные системы. (свыше 4 М[уточнить]).

Энергетические установки с МГД-генератором могут применяться также как резервные или аварийные источники энергии в энергосистемах, для бортовых систем питания космической техники, в качестве источников питания различных устройств, требующих больших мощностей на короткие промежутки времени (например, для питания электроподогревателей аэродинамических труб и т. п.).
Несмотря на заманчивые перспективы и бурное развитие исследований в области МГД-генераторов в 1970-е годы, устройства на их основе так и не нашли широкого промышленного применения. Камнем преткновения является отсутствие материалов для стенок генератора и электродов, способных работать при возникающих запредельных температурах достаточно долгое время.
Другой проблемой является то, что МГД-генераторы выдают только постоянный ток. Соответственно, необходимы мощные и экономичные инверторы.
В телевизионных учебных передачах по физике, выходящих в СССР в конце 1980-х годов, сообщалось, что в Рязанской области запущен и работает промышленный МГД-генератор, что не соответствовало действительности — он так и не заработал. Речь идёт о Рязанской ГРЭС-24. Разработка установки велась, но столкнулась с определёнными[какими?][уточнить] проблемами. В конечном итоге создание МГД-генератора отменили, а паровой котел установки был введён в эксплуатацию в 1984 году автономно. В установке предусматривалась МГД-часть мощностью 500 МВт и следующая за ней газотурбинная надстройка мощностью 300—310 МВт. Последняя впоследствии была доведена отдельно и введена в эксплуатацию 1 июня 2010 года.
В XXI веке строятся и испытываются экспериментальные подводные лодки с магнитогидродинамической силовой установкой.